# Dorothy Metcalf-Lindenburger
Dorothy Marie "Dottie" Metcalf-Lindenburger (Colorado Springs, 15 de maio de 1975) é uma astronauta e professora norte-americana.
Dorothy foi selecionada pela NASA em 2004, como participante do programa Professores no Espaço, que seria iniciado em 1986, com a professora Christa McAuliffe, mas foi abortado pelo acidente com a ônibus espacial Challenger, em janeiro daquele ano. 
Seu treinamento como astronauta incluiu curso de pilotagem em aviões de treinamento Northrop T-38 Taon, sobrevivência na água e na selva e curso intensivo nos sistemas do ônibus espacial e da Estação Espacial Internacional. 
Seguindo a astronauta Barbara Morgan, professora-astronauta reserva de MacAuliffe no voo da Challenger, e que foi ao espaço em 2007, como especialista de missão dezenove anos após escapar da morte por ser a substituta, Metcalf integrou a tripulação da missão STS-131 Discovery, lançada de Cabo Canaveral em 5 de abril de 2010.
Durante a missão, Metcalf-Lindenburger também operou o braço robótico da Discovery para realizar inspeções de possíveis danos na nave, que poderiam ter ocorrido durante o lançamento ou no espaço.